# Anthidium impatiens
Anthidium impatiens är en biart som beskrevs av Smith 1879. Anthidium impatiens ingår i släktet ullbin, och familjen buksamlarbin. Inga underarter finns listade i Catalogue of Life.